# Gülşənabad
Gülşənabad è un comune dell'Azerbaigian situato nel distretto di Babək.